# 佐々木一成
佐々木 一成（ささき かずなり、1962年11月25日 - ）は、日本、青森県平内町出身の元クロスカントリースキー選手。1980年代から1990年代にかけて活躍した。

## プロフィール
東奥義塾高等学校→専修大学→北野建設
冬季オリンピックに4回出場、1992年アルベールビルオリンピックでは選手団主将を務めた。
全日本スキー選手権大会では個人四冠を3度達成するなど通算26勝（歴代1位）を記録した。
ソルトレークシティオリンピックコーチ。

## 主な成績
- 1980年全日本スキー選手権少年組 15km優勝
- 1982年ノルディックスキー世界選手権15km56位、30km53位、リレー12位
- 1984年サラエボオリンピック15km47位、50km棄権、リレー13位
- 1984年全日本スキー選手権15km優勝
- 1985年全日本スキー選手権15km・30km・50km優勝（三冠）
- 1986年全日本スキー選手権15km・30km・50km優勝（三冠）
- 1986年アジア冬季競技大会15km金、30km銀
- 1987年ノルディックスキー世界選手権15km39位、30km棄権、50km38位
- 1988年全日本スキー選手権50km優勝
- 1988年カルガリーオリンピック15km45位、30km20位、50km32位、リレー14位
- 1989年全日本スキー選手権15kmフリー走法・30km・50km優勝（三冠）
- 1989年ノルディックスキー世界選手権15kmクラシカル15位、15kmフリー7位、30km13位、50km11位
- 1990年全日本スキー選手権15kmクラシカル走法・15kmフリー走法・30km・50km優勝（四冠）
- 1990年アジア冬季競技大会15km・30km・リレー金（三冠）
- 1991年ノルディックスキー世界選手権10kmクラシカル27位、15kmフリー14位、50km10位
- 1992年全日本スキー選手権15kmクラシカル走法・15kmフリー走法・30km・50km優勝（四冠）
- 1992年アルベールビルオリンピック10km46位、パシュート35位、30km40位、50km40位
- 1993年全日本スキー選手権10km・15km・50km優勝（三冠）
- 1993年ノルディックスキー世界選手権10km64位、パシュート42位、30km50位、50km23位、リレー11位
- 1994年全日本スキー選手権10km・15kmフリー走法・30km・50km優勝（四冠）
- 1994年リレハンメルオリンピック10km25位、パシュート18位、30km39位、50km24位